# Hồ hoàng hậu (Bắc Ngụy Hiếu Minh Đế)
Hồ Hoàng hậu (chữ Hán: 胡皇后) là Hoàng hậu duy nhất của Bắc Ngụy Hiếu Minh Đế trong lịch sử Trung Quốc.

## Tiểu sử
Lịch sử không có nhiều ghi chép về Hồ thị. Không rõ bà được sách lập vào năm nào. Chỉ biết phụ thân bà là Hồ Thịnh (胡盛), em họ của Hồ thái hậu, sinh mẫu Hiếu Minh Đế. Vì muốn củng cố thế lực Hồ thị, Hồ thái hậu đã chọn cháu gái mình làm Hoàng hậu của Hiếu Minh Đế.
Hiếu Minh Đế khi ngày càng trưởng thành, đã giành nhiều thì giờ cho việc uống rượu. Ông cũng hết sức sủng ái phi tần sung hoa Phan thị. Hồ hoàng hậu và các phi tần khác đều bị thất sủng. Hồ hậu không sinh người con nào với Hiếu Minh Đế. Bà thường đứng ngoài cuộc trong các cuộc tranh sủng giữa các phi tần.
Hiếu Minh Đế băng hà vào năm 528, Hồ hậu sau đó xuất gia tu hành nhưng không rõ bà theo Phật giáo hay Đạo giáo. Từ đó không còn ghi chép nào về bà.